# Tournoi de tennis de Lyon (Challenger)
Ne doit pas être confondu avec Tournoi de tennis de Lyon.
Le tournoi de tennis Challenger de Lyon est un tournoi de tennis professionnel masculin, de catégorie Challenger 100. Nommé Open Sopra Steria pour des raisons de partenariat, il est organisé par Lionel Roux au mois de juin sur terre battue au Tennis Club de Lyon, depuis 2016. Parrainé par Michaël Llodra, le tournoi dispose d'un court central pouvant accueillir 1 500 personnes dont les principales tribunes sont, à l'origine, nommées Henri Cochet et Alain Gilles.
Un autre tournoi de tennis masculin de l'ATP Tour était également organisé à Lyon jusqu'en 2024 (sauf de 2010 à 2016).
En 2024, un deuxième tournoi Challenger est organisé à Lyon en novembre sur dur en intérieur.

## Palmarès

### Simple
| No | Date       | Nom et lieu du tournoi                 | Catégorie                              | Dotation                               | Surface                                | Vainqueur                              | Finaliste                              | Score                                  |                                        |
| -- | ---------- | -------------------------------------- | -------------------------------------- | -------------------------------------- | -------------------------------------- | -------------------------------------- | -------------------------------------- | -------------------------------------- | -------------------------------------- |
| 1  | 06-06-2016 | Open Sopra Steria de Lyon, Lyon        | Challenger                             | 64 000 €                               | Terre (ext.)                           | Steve Darcis                           | Thiago Monteiro                        | 3-6, 6-2, 6-0                          |                                        |
| 2  | 12-06-2017 | Open Sopra Steria de Lyon, Lyon        | Challenger                             | 64 000 € +H                            | Terre (ext.)                           | Félix Auger-Aliassime                  | Mathias Bourgue                        | 6-4, 6-1                               |                                        |
| 3  | 11-06-2018 | Open Sopra Steria de Lyon, Lyon        | Challenger                             | 64 000 € +H                            | Terre (ext.)                           | Félix Auger-Aliassime                  | Johan S. Tatlot                        | 63-7, 7-5, 6-2                         |                                        |
| 4  | 10-06-2019 | Open Sopra Steria de Lyon, Lyon        | Challenger                             | 92 040 € +H                            | Terre (ext.)                           | Corentin Moutet                        | Elias Ymer                             | 6-4, 6-4                               |                                        |
|    | 2020       | Édition annulée (pandémie de Covid-19) | Édition annulée (pandémie de Covid-19) | Édition annulée (pandémie de Covid-19) | Édition annulée (pandémie de Covid-19) | Édition annulée (pandémie de Covid-19) | Édition annulée (pandémie de Covid-19) | Édition annulée (pandémie de Covid-19) | Édition annulée (pandémie de Covid-19) |
| 5  | 07-06-2021 | Open Sopra Steria, Lyon                | Challenger                             | 88 520 €                               | Terre (ext.)                           | Pablo Cuevas                           | Mikael Ymer                            | 6-2, 6-2                               |                                        |
| 6  | 06-06-2022 | Open Sopra Steria, Lyon                | Challenger                             | 90 280 €                               | Terre (ext.)                           | Corentin Moutet                        | Pedro Cachín                           | 6-4, 6-4                               |                                        |
| 7  | 12-06-2023 | Open Sopra Steria, Lyon                | Challenger                             | 118 000 €                              | Terre (ext.)                           | Felipe Meligeni Alves                  | Alexander Ritschard                    | 6-4, 0-6, 7-67                         |                                        |
| 8  | 10-06-2024 | Open Sopra Steria, Lyon                | Challenger                             | 120 950 €                              | Terre (ext.)                           | Hugo Gaston                            | Alexandre Müller                       | 6-2, 1-6, 6-1                          |                                        |
| 9  | 09-06-2025 | Open Sopra Steria, Lyon                | Challenger                             | 145 250 €                              | Terre (ext.)                           | Marco Trungelliti                      | Daniel Mérida                          | 6-3, 4-6, 6-3                          |                                        |

### Double
| No | Date       | Nom et lieu du tournoi                 | Catégorie                              | Dotation                               | Surface                                | Vainqueurs                             | Finalistes                             | Score                                  |                                        |
| -- | ---------- | -------------------------------------- | -------------------------------------- | -------------------------------------- | -------------------------------------- | -------------------------------------- | -------------------------------------- | -------------------------------------- | -------------------------------------- |
| 1  | 06-06-2016 | Open Sopra Steria de Lyon, Lyon        | Challenger                             | 64 000 €                               | Terre (ext.)                           | Grégoire Barrère Tristan Lamasine      | Jonathan Eysseric Franko Škugor        | 2-6, 6-3, [10-6]                       |                                        |
| 2  | 12-06-2017 | Open Sopra Steria de Lyon, Lyon        | Challenger                             | 64 000 € +H                            | Terre (ext.)                           | Sander Gillé Joran Vliegen             | Gero Kretschmer Alexander Satschko     | 62-7, 7-62, [14-12]                    |                                        |
| 3  | 11-06-2018 | Open Sopra Steria de Lyon, Lyon        | Challenger                             | 64 000 € +H                            | Terre (ext.)                           | Elliot Benchetrit Geoffrey Blancaneaux | Hsieh Cheng-peng Luca Margaroli        | 6-3, 4-6, [10-7]                       |                                        |
| 4  | 10-06-2019 | Open Sopra Steria de Lyon, Lyon        | Challenger                             | 92 040 €                               | Terre (ext.)                           | Philipp Oswald Filip Polášek           | Simone Bolelli Andrea Pellegrino       | 6-4, 7-62                              |                                        |
|    | 2020       | Édition annulée (pandémie de Covid-19) | Édition annulée (pandémie de Covid-19) | Édition annulée (pandémie de Covid-19) | Édition annulée (pandémie de Covid-19) | Édition annulée (pandémie de Covid-19) | Édition annulée (pandémie de Covid-19) | Édition annulée (pandémie de Covid-19) | Édition annulée (pandémie de Covid-19) |
| 5  | 07-06-2021 | Open Sopra Steria, Lyon                | Challenger                             | 88 520 €                               | Terre (ext.)                           | Pablo Cuevas Martin Cuevas             | Tristan Lamasine Albano Olivetti       | 6-3, 7-62                              |                                        |
| 6  | 06-06-2022 | Open Sopra Steria, Lyon                | Challenger                             | 90 280 €                               | Terre (ext.)                           | Romain Arneodo Jonathan Eysseric       | Sander Arends David Pel                | 7-5, 4-6, [10-4]                       |                                        |
| 7  | 12-06-2023 | Open Sopra Steria, Lyon                | Challenger                             | 118 000 €                              | Terre (ext.)                           | Manuel Guinard Grégoire Jacq           | Constantin Frantzen Hendrik Jebens     | 6-4, 2-6, [10-7]                       |                                        |
| 8  | 10-06-2024 | Open Sopra Steria, Lyon                | Challenger                             | 120 950 €                              | Terre (ext.)                           | Manuel Guinard Grégoire Jacq           | Markos Kalovelonis Vladyslav Orlov     | 4-6, 6-3, [10-6]                       |                                        |
| 9  | 09-06-2025 | Open Sopra Steria, Lyon                | Challenger                             | 145 250 €                              | Terre (ext.)                           | Yu-Hsiou Hsu Kaichi Uchida             | Luca Sanchez Seita Watanabe            | 1-6, 6-3, [12-10]                      |                                        |